# ارنست وینتر
ارنست وینتر (آلمانی: Ernst Winter) ژیمناست زادهٔ ۳۰ اکتبر ۱۹۰۷ میلادی اهل آلمان نازی بود.